# Liste der Biografien/Karg
Liste der Biografien |
Portal Biografien |
Personensuche
# |
A |
B |
C |
D |
E |
F |
G |
H |
I |
J |
K |
L |
M |
N |
O |
P |
Q |
R |
S |
T |
U |
V |
W |
X |
Y |
Z |
?
 
Ka |
Kb |
Kc |
Kd |
Ke |
Kf |
Kg |
Kh |
Ki |
Kj |
Kl |
Km |
Kn |
Ko |
Kp |
Kr |
Ks |
Kt |
Ku |
Kv |
Kw |
Ky |
Kx |
Kz
 
Kaa–Kag |
Kah |
Kai |
Kaj |
Kak |
Kal |
Kam |
Kan |
Kao |
Kap |
Kar |
Kas |
Kat |
Kau |
Kav |
Kaw |
Kay |
Kaz
 
Kara |
Karb |
Karc |
Kard |
Kare |
Karf |
Karg |
Karh |
Kari |
Karj |
Kark |
Karl |
Karm |
Karn |
Karo |
Karp |
Karr |
Kars |
Kart |
Karu |
Karv |
Karw |
Kary |
Karz
Die Liste der Biografien führt alle Personen auf, die in der deutschsprachigen Wikipedia einen Artikel haben. Dieses ist eine Teilliste mit 98 Einträgen von Personen, deren Namen mit den Buchstaben „Karg“ beginnt.

## Karg
- Karg von Bebenburg, Franz (1910–2003), deutscher rechtsextremer Verleger
- Karg von Bebenburg, Johann Friedrich (1648–1719), deutscher kurkölnischer Kanzler und Staatsminister
- Karg, Andrea (* 1961), deutsche Designerin und Unternehmerin
- Karg, Anton (1835–1919), Bürgermeister von Kufstein und Alpinist
- Karg, Carola (1910–1985), deutsche Widerstandskämpferin
- Karg, Christiane (* 1980), deutsche Opern-, Lied-, Konzert- und Oratoriensängerin in der Stimmlage SopranChristiane Karg (* 1980)

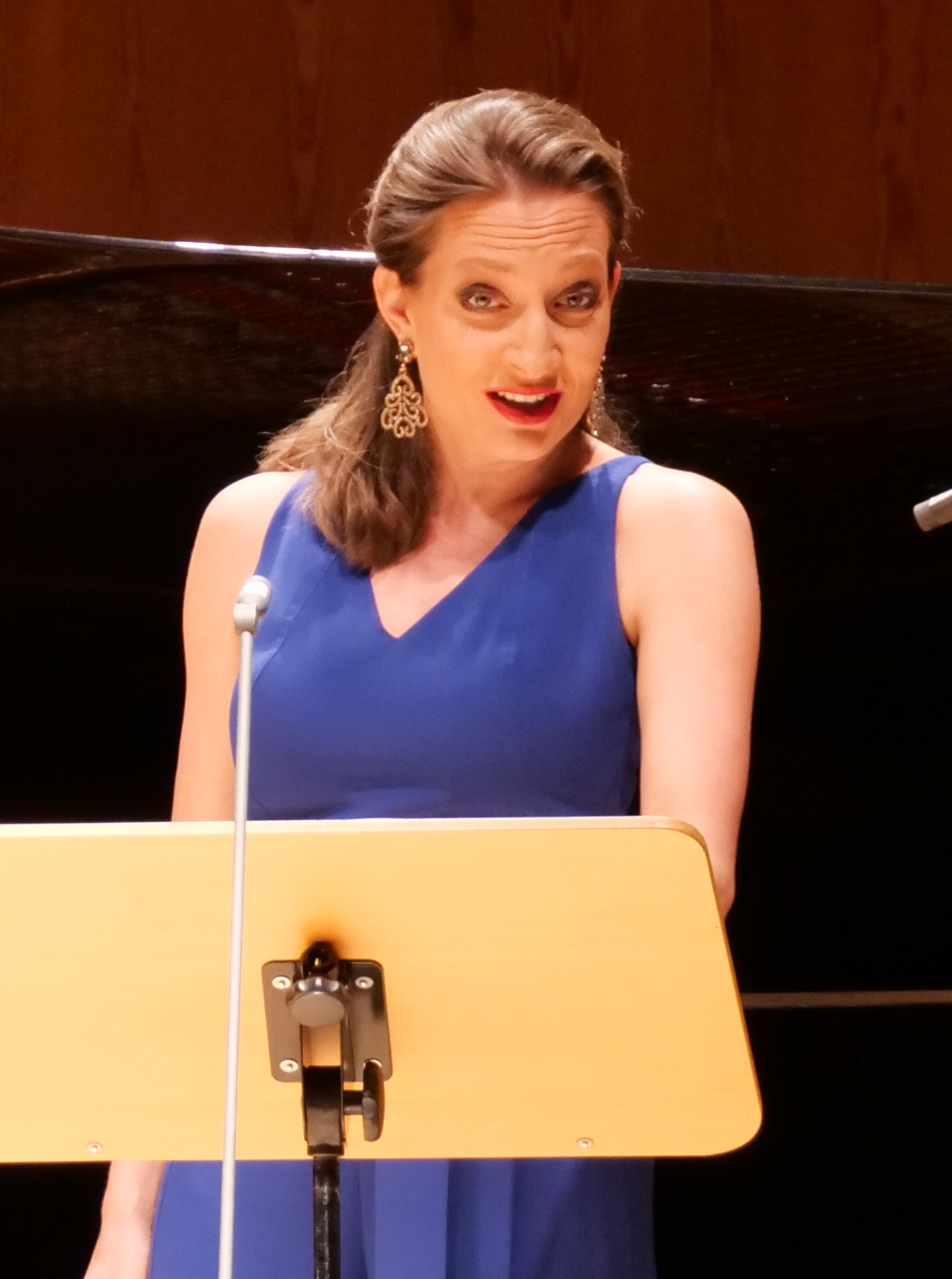
Christiane Karg (* 1980)

- Karg, Detlef (* 1945), deutscher Gartenarchitekt, Gartenhistoriker und Denkmalpfleger
- Karg, Elisabeth (1935–2024), deutsche Volksschauspielerin
- Karg, Fritz (1892–1970), deutscher Germanist und Sprachwissenschaftler
- Karg, Gabriel, deutscher Maler
- Karg, Georg (1888–1972), Begründer des Hertie-Warenhausunternehmens
- Karg, Georg (* 1941), deutscher Haushaltsökonom
- Karg, Hans, deutscher Skispringer
- Karg, Hans (* 1551), deutscher Maler
- Karg, Hans Hartmut (* 1947), deutscher Erziehungswissenschaftler
- Karg, Hans-Georg (1921–2003), deutscher Unternehmer und Stiftungsgründer
- Karg, Johannes (1525–1588), deutscher lutherischer Theologe, Historiker und Pädagoge
- Karg, Josef (1936–1993), deutscher Architekt und Professor
- Karg, Julia, deutsche Filmeditorin
- Karg, Julius (1907–2004), deutscher Staatsbeamter
- Karg, Jürgen (* 1942), deutscher Musiker (Kontrabass, Synthesizer, Komposition) und Klangkünstler
- Karg, Norbert (1954–2001), deutscher Vorderasiatischer Archäologe
- Karg, Patricia (* 1961), österreichische Bildhauerin und Malerin
- Karg, Sabine (* 1961), deutsche Archäobotanikerin
- Karg, Stefanie (* 1986), deutsche Volleyballspielerin
- Karg, Werner (* 1950), österreichischer Politiker (FPÖ), Landtagsabgeordneter
- Karg-Bebenburg, Gertrud (1944–1998), österreichische Journalistin und Schriftstellerin
- Karg-Bebenburg, Joseph Theodor Johann Baptist von (1833–1899), fränkisch-bayerischer Adeliger, Offizier, Beamter, Philanthrop und Hundezüchter
- Karg-Elert, Sigfrid (1877–1933), deutscher Musiktheoretiker und KomponistSigfrid Karg-Elert (1877–1933)

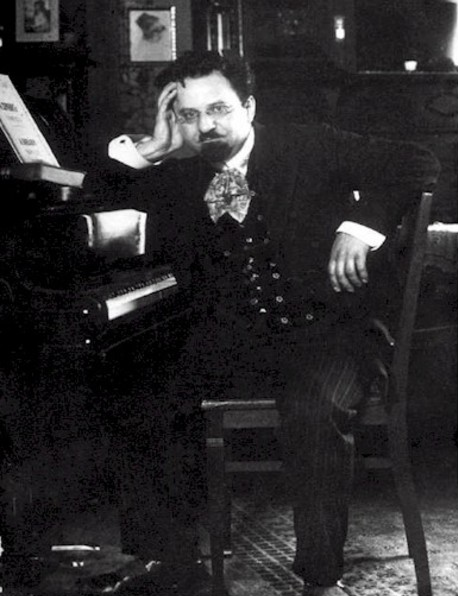
Sigfrid Karg-Elert (1877–1933)

- Karg-Gasterstädt, Elisabeth (1886–1964), Germanist und Sprachwissenschaftlerin

### Karga
- Karganow, Gennari (1858–1890), russischer Komponist armenischer Abstammung
- Kargar, Attik (1969–2023), deutscher Cartoonist und Autor
- Kargar, Mohammad Yousef (* 1963), afghanischer Fußballspieler und -trainer

### Kargb
- Kargbo, Abu-Bakarr (* 1992), deutscher Fußballspieler
- Kargbo, Christian Sheka (* 1953), sierra-leonischer Diplomat
- Kargbo, Eugenia (* 1987), sierra-leonische Hitzebeauftragte
- Kargbo, Ibrahim (* 1982), sierra-leonischer Fußballspieler
- Kargbo, Samuel (* 1974), gambischer Fußballspieler

### Karge
- Karge, Günter (* 1953), deutscher Leichtathlet
- Karge, Hansjürgen (* 1941), deutscher Jurist
- Karge, Heike (* 1970), deutsche Historikerin
- Karge, Henrik (* 1958), deutscher Kunsthistoriker
- Karge, Manfred (* 1938), deutscher Schauspieler und Bühnenautor
- Karge, Paul (1881–1922), deutscher Orientalist
- Karge, Reiner (1944–1994), deutscher Maler und Sänger
- Karge, Stefan (* 1963), deutscher Amateurastronom
- Karge, Thorsten (* 1964), deutscher Politiker (SPD), MdA
- Karge, Wolf (* 1951), deutscher Historiker, Archivar, Museologe, Museumsdirektor und Publizist
- Kargel, Adolf (1891–1985), deutscher Journalist, Heimatforscher und Numismatiker
- Kärgel, Dora (1915–2003), deutsche Textilgestalterin
- Kargel, Erhard (* 1942), österreichischer Bauingenieur und Ingenieurkonsulent
- Kargel, Samuel (* 1996), deutscher American-Football-Spieler
- Kargel, Uta (* 1981), deutsche Theater- und FilmschauspielerinUta Kargel (* 1981)

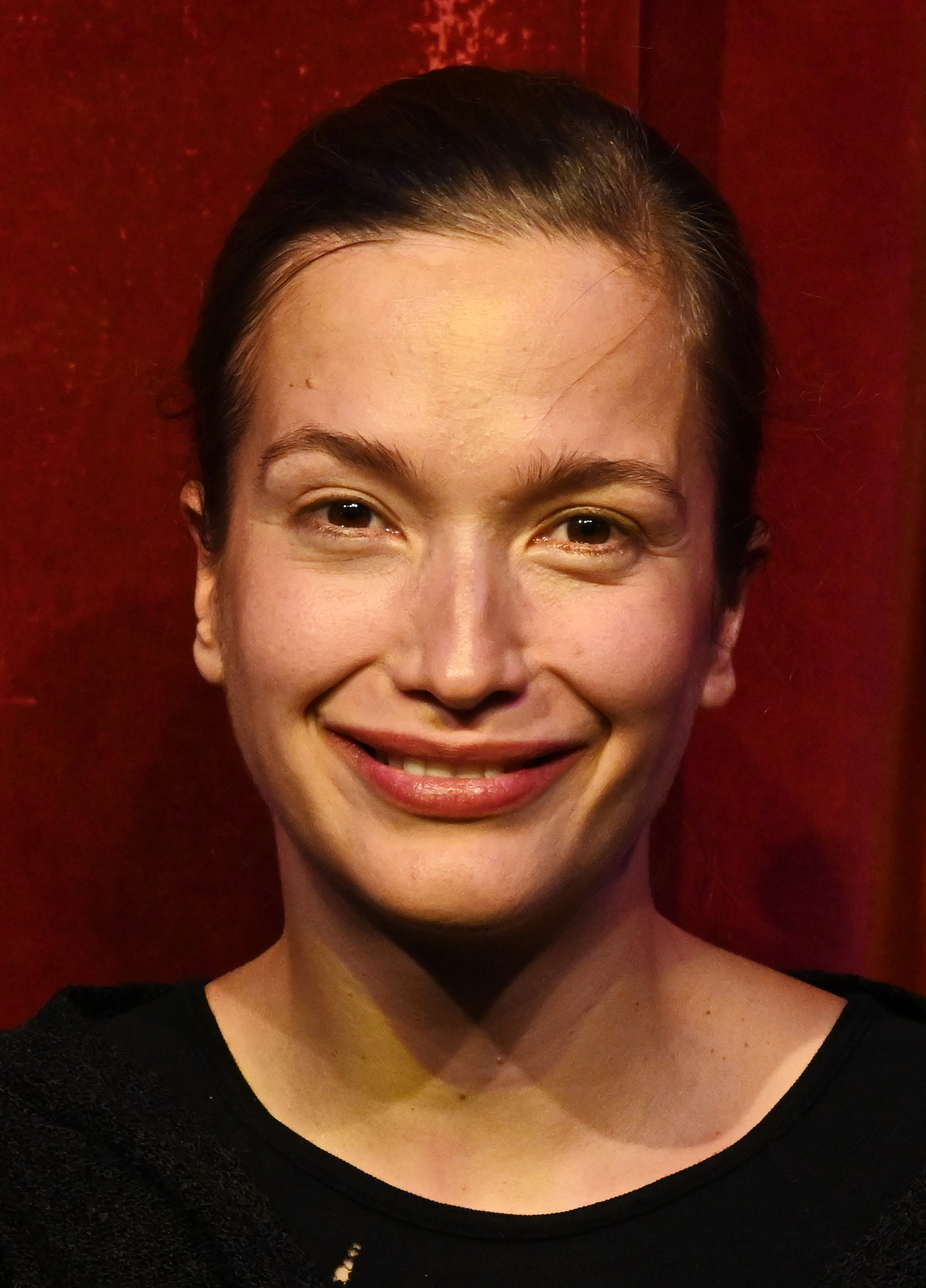
Uta Kargel (* 1981)

- Karger, Alfred (1891–1968), deutscher Jurist
- Karger, Alfred (1925–1978), österreichischer Maler und Grafiker
- Karger, Alice (1926–2017), deutsche Leichtathletin
- Karger, Angelika (* 1952), deutsche Wissenschafts- und Designtheoretikerin
- Karger, Dominika (* 1978), deutsche Handballspielerin
- Kärger, Erich (* 1929), deutscher DBD-Funktionär, MdV
- Karger, Franz (1877–1943), deutscher Politiker (SPD)
- Karger, Fred (* 1950), US-amerikanischer politischer Berater und Aktivist der Lesben- und Schwulenbewegung
- Karger, Friedbert (* 1940), deutscher Plasmaphysiker
- Karger, Harald (* 1956), deutscher Fußballspieler
- Kärger, Heiko (* 1960), deutscher Kommunalpolitiker (CDU) und Landrat
- Kärger, Jörg (* 1943), deutscher Physiker
- Karger, Karl (1848–1913), österreichischer Maler
- Karger, Katja (* 1969), deutsche Gewerkschafterin
- Karger, Klaus Peter (* 1955), deutscher Journalist, Regisseur und Filmproduzent
- Karger, Matthias (* 1982), deutscher Volleyball- und Beachvolleyballspieler
- Karger, Michail Konstantinowitsch (1903–1976), sowjetischer Architekturhistoriker, Archäologe und Hochschullehrer
- Karger, Nico (* 1993), deutscher Fußballspieler
- Karger, Oskar von (1816–1888), preußischer Generalmajor und Kommandeur der 36. Infanterie-Brigade
- Karger, Philip (* 1960), Schweizer Politiker (LDP), Berater, Fotograf und Autor
- Karger, Reinhard (* 1953), deutscher Komponist
- Karger, Robert (1874–1946), glätzisch-schlesischer Dialektdichter, Schriftsteller, Journalist und Hauslehrer
- Karger, Rosemarie (* 1958), deutsche Siedlungswasserwirtschaftlerin und Hochschulpräsidentin
- Karger, Ulrich (* 1957), deutscher Schriftsteller und Religionslehrer
- Karger-Decker, Bernt (1912–2008), deutscher Medizinhistoriker und Buchautor
- Karges, Carlo (1951–2002), deutscher Musiker
- Karges, Peter (1811–1896), deutscher Politiker
- Karges, Wilhelm († 1699), deutscher Organist und Komponist

### Kargi
- Kargin, Walentin Alexejewitsch (1907–1969), russischer Chemiker, Physikochemiker, Kolloidchemiker, Polymerchemiker und Hochschullehrer
- Karginow, Andrei Olegowitsch (* 1976), russischer Rallyefahrer
- Kargioti, Eliza (* 1986), griechische Squashspielerin
- Kargiotis, Konstantinos (* 1987), griechischer Squashspieler

### Kargl
- Kargl, August (1898–1960), österreichischer Politiker (CS, ÖVP), Landtagsabgeordneter, Landesrat in Niederösterreich
- Kargl, Gerald (* 1953), österreichischer Filmregisseur
- Kargl, Herbert (* 1936), deutscher Wirtschaftsinformatiker
- Kargl, Ludwig (1846–1875), Schweizer Hochschullehrer
- Kargl, Martin (1912–1946), österreichischer Fußballspieler
- Kargl, Rudolf (1878–1942), österreichischer Maler
- Kargl, Walter (* 1945), deutscher Rechtswissenschaftler

### Kargo
- Kargoll, Tobias (* 1983), deutscher Medienmanager, Hip-Hop-Journalist, Unternehmer und Moderator

### Kargu
- Kargulewicz, Édouard (1925–2010), französischer Fußballspieler
- Kargus, Heinz (1900–1987), deutscher Schauspieler bei Bühne, Film und Fernsehen
- Kargus, Michael (* 1977), deutscher Musicaldarsteller, Schauspieler und Sänger sowie Synchron-, Werbe- und Hörspielsprecher
- Kargus, Rudi (* 1952), deutscher FußballtorhüterRudi Kargus (* 1952)

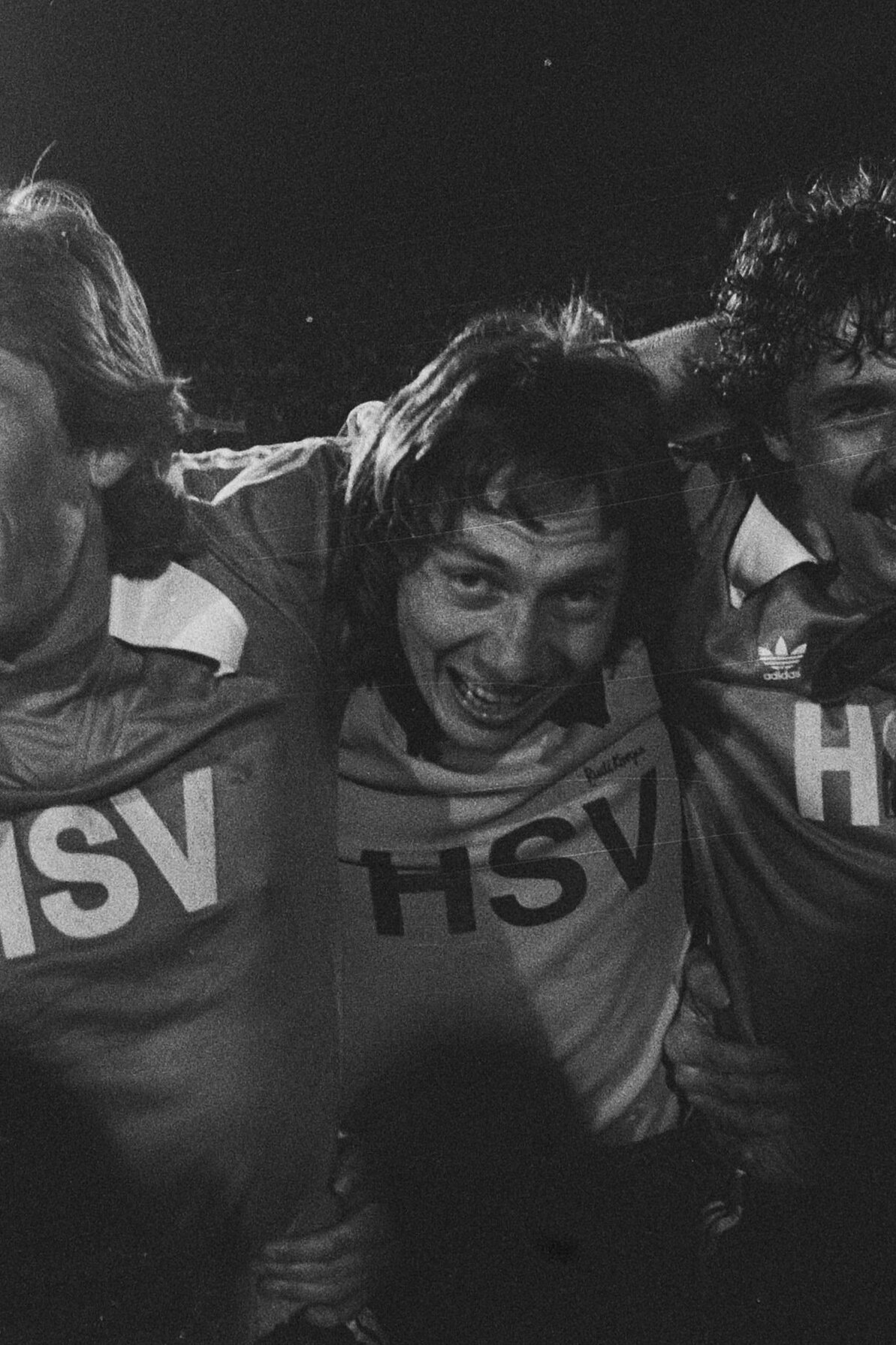
Rudi Kargus (* 1952)

- Kargus, Ulrike (* 1983), deutsche Schauspielerin